# Fritz Moeglich
Fritz Moeglich (* 30. Mai 1907 in Wiesbaden; † unbekannt) war ein deutscher Schriftsteller und Übersetzer.

## Leben
Fritz Moeglich war der Sohn eines Kommunalpolitikers. Nach dem Besuch eines Realgymnasiums, an dem er die Reifeprüfung ablegte, studierte Fritz Moeglich bis 1934 Jura an den Universitäten in München, Berlin, Greifswald und Rostock. – Nach dem Zweiten Weltkrieg lebte Moeglich als Verlagslektor und  freier Schriftsteller in München.
In den Fünfzigerjahren veröffentlichte Fritz Moeglich eine Reihe von Jugendbüchern, die vorwiegend dem Genre der Abenteuerliteratur zuzurechnen sind. In den Sechziger- und Siebzigerjahren war Moeglich als überaus produktiver Übersetzer
von Unterhaltungsliteratur tätig; er übersetzte Kriminal-, Wildwest-, Science-Fiction- und Fantasy-Romane aus dem Englischen ins Deutsche.

## Werke
- Mauritius ein Penny rot, Stuttgart 1951
- Frischer Wind in Bockenheim, Stuttgart 1952
- Langfuhrgasse 7, Stuttgart 1953
- Die schwarzen Taranteln, Berlin [u. a.] 1953
- Der Berg der toten Häuptlinge, Stuttgart 1954
- Kulle fliegt nach Texas, Stuttgart 1954
- Moskitos, Termiten, Banditen, Stuttgart 1954
- Buschpiloten, München 1955
- Drei blieben draußen, München 1955
- Film mit Hindernissen, Gütersloh 1955
- Jagd nach Uran, Gütersloh 1955
- Der unsichtbare Gegner, München 1955
- In der Gewalt tangutischer Räuber, Gütersloh 1956
- Räder mahlen im Wüstensand, München 1956
- Sabotage um Erdöl, Gütersloh 1956
- Die verschwundenen Perlen, Gütersloh 1956
- Drei Stunden zwischen Himmel und Hölle, München 1957
- Eine gefährliche Reise, Osnabrück 1957
- Oswald Boelcke, München 1957
- Unternehmen „Nußschale“, München 1957
- Den Tod überlistet, München 1958
- Gunther Plüschow, München 1958
- Adolf Galland, Flieger und Mahner, München 1959
- Die Odyssee der PN-9, München 1959
- Die Stunde der Bewährung, München 1959
- Die große Prüfung, München 1960
- Mit dem Dornier-Wal um die Welt, München 1961
- Attentate, die Geschichte machten, Pfaffenhofen a.d. Ilm 1963

## Übersetzungen
- Edward S. Aarons: Unternehmen Südsee, München 1967
- Marvin H. Albert: Hotel International, München 1963
- Marvin H. Albert: Sieben Tote hat die Woche, München 1961
- Marvin H. Albert: Und der Herr sei uns gnädig, München 1961
- Marvin H. Albert: Eine zuviel im Bett, München 1964
- Antony Alpers: Delphine, Bern [u. a.] 1962
- Poul Anderson: Korridore der Zeit, München 1968
- Bill S. Ballinger: Am 4. beginnt die Ewigkeit, München 1967
- Charity Blackstock: Miss Fennys Freunde, München 1962
- Max Brand: Einer gegen alle, München 1970
- Max Brand: Ein Mann namens Montana, München 1968
- Max Brand: Nevada Kid, München 1971
- Max Brand: Der Ritt nach La Paz, München 1971
- Max Brand: Die Spur des Panthers, München 1968
- Max Brand: Der weiße Krieger, München 1970
- Max Brand: Der weiße Wolf, München 1971
- Edgar Rice Burroughs: Tarzan bei den Affen, München 1965
- Edgar Rice Burroughs: Tarzan – Der Schatz von Opar, München 1965
- Edgar Rice Burroughs: Tarzan und sein Sohn, München 1965
- Edgar Rice Burroughs: Tarzan und seine Tiere, München 1965
- Edgar Rice Burroughs: Tarzans Rückkehr in den Dschungel, München 1965
- Alan Caillou: Khartoum, München 1967
- John Wood Campbell: Kosmische Kreuzfahrt, Balve i.W. 1960
- Nick Carter: Aufgespürt und abserviert, München 1969
- Nick Carter: Der 13. Agent, München 1969
- Nick Carter: Die grausamen Puppen, München 1969
- Nick Carter: Die schmutzigen Fünf, München 1970
- Nick Carter: Unternehmen Mondrakete, München 1969
- Gifford Paul Cheshire: Keine Zeit zum Sterben, München 1971
- Francis Clifford: Hölle in Burma, München 1962
- Albert Conroy: Freie Fahrt ins Jenseits, München 1962
- Albert Conroy: Nette Jungens müßen sterben, München 1962
- Will Cook: Auf verlorenem Posten, München 1964
- Will Cook: Der Mann aus Texas, München 1963
- Will Cook: Der Standhafte, München 1971
- Dan Cushman: Vier für Texas, München 1964
- Lyon Sprague de Camp: Conan von den Inseln, München 1972
- Doris Miles Disney: Der Mann in Blau, München 1967
- Alex Duncan: Ein Tierarzt hat viele Freunde, München 1967
- Robert Dundee: Alles auf eine Karte, München 1963
- Robert Eunson: Die Fudschijama-Story, München 1967
- E. Everett Evans: Gefahr von Simonides IV, Balve i.W. 1960
- Jack Finney: Unsichtbare Parasiten, München 1962
- Clay Fisher: Goldrausch in Alaska, München 1965
- Clay Fisher: Spuren in der Wildnis, München 1970
- Clay Fisher: Die Texas-Brigade, München 1967
- Leonard London Foreman: Kerben im Colt, München 1968
- Roger Fuller: Die Verteidigung hat das Wort, München 1965
- John Garforth: Die traurigen Toten von Highgate, München 1967
- Noel B. Gerson: 55 Tage in Peking, München 1963
- The Gordons: Tiger im Nacken, München 1961
- George Harding: Schakale am Salzsee, München 1970
- Harry Harrison: Die Pest kam von den Sternen, München 1966
- Ernest Haycox: Die Macht der Barrs, München 1970
- Ernest Haycox: Signale der Grenze, München 1971
- Lance Horner: Die Straße der Sonne, München 1969
- Robert Ervin Howard: Conan, München 1970
- Robert Ervin Howard: Conan, der Abenteurer, München 1971
- Robert Ervin Howard: Conan, der Eroberer, München 1972
- Robert Ervin Howard: Conan, der Freibeuter, München 1970
- Robert Ervin Howard: Conan, der Krieger, München 1971
- Robert Ervin Howard: Conan, der Rächer, München 1972
- Robert Ervin Howard: Conan, der Usurpator, München 1971
- Robert Ervin Howard: Conan, der Wanderer, München 1971
- Robert Ervin Howard: Conan von Cimmeria, München 1970
- Roy Huggins: 77 Sunset Strip, München 1964
- Hunter Ingram: Stirb nicht vor der Rache, Rastatt (Baden) 1972
- Hunter Ingram: Das Tal der Verlorenen, Rastatt (Baden) 1972
- Roderic Jeffries: Kurzer Prozeß, Bern [u. a.] 1964
- Roderic Jeffries: Wider besseres Wissen, Bern [u. a.] 1963
- MacKinlay Kantor: Signal 32, München 1962
- David Knight: Drei frische Gräber, München 1967
- David Knight: Der Fall 561, München 1963
- David Knight: Laßt alle tot zurück, München 1968
- David Knight: Phoenix-Hotel, Zimmer 511, München 1962
- David Knight: Mörder-Striptease, München 1968
- David Knight: Einer tanzte aus der Reihe, München 1969
- David Knight: Wenn die Puppen singen, München 1967
- Louis L’Amour: Brennende Hügel, München 1962
- Louis L’Amour: Der Fremde, München 1965
- Louis L’Amour: Gold im Wüstensand, München 1967
- Louis L’Amour: Kilkenny, München 1963
- Louis L’Amour: Stirb im Sattel, München 1967
- Louis L’Amour: Vier harte Kerle, München 1970
- Steven C. Lawrence: Tod dem Texaner, München 1967
- John D. MacDonald: Bungalow der bösen Träume, München 1965
- John D. MacDonald: Rote Lady schwarz auf weiß, München 1966
- John D. MacDonald: Spuren im Wasser, München 1967
- John D. MacDonald: Tausend blaue Tränen, München 1966
- Mel Marshall: Tausend Longhorns nordwärts, München 1971
- Sterling Noel: Die fünfte Eiszeit, München 1964
- Richard O’Connor: Grüße von Haus zu Haus, München 1968
- Frank O’Rourke: Die Wölfe von Mexiko, München 1968
- Wayne D. Overholser: Das Gesetz des Stärkeren, München 1964
- Wayne D. Overholser: Ein Revolver für Johnny Deere, München 1964
- Wayne D. Overholser: Sheriff ohne Stern, München 1971
- Lewis B. Patten: Schmutziger Revolver, München 1964
- Ray Rigby: Ein Haufen toller Hunde, München 1967
- Kenneth Robeson: Der blaue Meteor, Rastatt (Baden) 1973
- Kenneth Robeson: Drei schwarze Schlüssel, Rastatt (Baden) 1973
- Kenneth Robeson: Im Zeichen des Werwolfs, Rastatt (Baden) 1973
- Kenneth Robeson: Insel der Sklaven, Rastatt (Baden) 1973
- Martin Russ: Ledernacken Nr. 1216 432, München 1963
- Tarn Scott: Vom Sterben reden wir später, München 1966
- Robert Sheckley: Das zehnte Opfer, München 1966
- Gordon D. Shirreffs: Klirrende Sporen, München 1971
- Gordon D. Shirreffs: Der Ruf des Coyoten, München 1968
- Luke Short: Ein Fremder kam in die Stadt, München 1962
- Luke Short: Letzte Chance für Poco, München 1968
- Robert Silverberg: Menschen für den Mars, München 1966
- Mickey Spillane: Das Wespennest, München 1965
- Theodore Sturgeon: Ein rauher Haufen, München 1972
- Bob Thomas: Der schwarze Kreis, München 1964
- Allan Ullman: Falsch verbunden, München 1962
- Allan Ullman: Der Mann im Lift, München 1962
- Jonas Ward: Flucht aus der Sonne, Rastatt (Baden) 1972
- Douglas Warner: Tod eines Greifers, München 1963
- Douglas Warner: Tod eines leichten Mädchens, München 1964
- Douglas Warner: Tod eines Träumers, München 1964
- Lionel White: Der große Job, München 1961
- Lionel White: Das Haus nebenan, München 1962
- Lionel White: Heißer Schmuck, München 1962
- Lionel White: Der Millionencoup, München 1963
- Lionel White: Poker mit dem Satan, München 1962
- Harry Whittington: Freitag in einer fremden Stadt, München 1961
- Charles Williams: Der Flamingo-Mörder, München 1965
- Charles Williams: Das Mädchen aus der Großstadt, München 1970
- Charles Williams: Mondschein-Whisky, München 1967
- Richard Wormser: Zwei erfolgreiche Verführer, München 1964